# Wybory generalne w Nigerii w 2015 roku
Wybory generalne w Nigerii w 2015 roku – odbyły się 14 lutego. Nigeryjczycy wybierali prezydenta oraz 360 posłów do Izby Reprezentantów i 109 senatorów.
W wyborach zwyciężyła partia All Progressives Congress (APC), która zdobyła 225 mandatów (na 360) w sejmie oraz 60 mandatów senacie (na 109). Muhammadu Buhari wywodzący się z APC został wybrany prezydentem (otrzymał 53.96% głosów) i pokonał dotychczasowego prezydenta Goodlucka Jonathana z Ludowej Partii Demokratycznej (PDP). Jonathan uzyskał w wyborach prezydenckich 44.96% głosów, a partia PDP uzyskała 125 mandatów w sejmie i 49 w senacie.